# Wolfgang Hopfer
Wolfgang Hopfer (* 10. Juni 1975 in Graz) ist ein österreichischer Fußballtrainer und ehemaliger -spieler.

## Karriere
Hopfer durchlief sämtliche Jugendmannschaften des SK Sturm Graz. 1993 wurde er in deren Profikader aufgenommen. Zunächst wurde er als Kooperationsspieler zum ASK Voitsberg verliehen, bei dem er in der Regionalliga Spielpraxis sammeln sollte. Danach kam er zunächst zu Einsätzen als Wechselspieler in der Kampfmannschaft. Als Stammspieler konnte er sich der rechte Mittelfeldspieler in der erfolgreichen Sturm Mannschaft allerdings nie wirklich durchsetzen. Nach fünf Jahren bei Sturm wechselte er zu FK Austria Wien. Auch dort verbrachte er fünf Jahre, ehe es ihn zum SV Mattersburg zog. Anschließend ging er in die zweithöchsten Spielklasse zum SV Kapfenberg. Im Spieljahr 2006/07 unterschrieb er beim Liga-Neuling TSV Hartberg einen Vertrag. Von 2007 bis 2012 stand Hopfer beim südoststeirischen Verein UFC Fehring unter Vertrag. Er ließ seine Karriere von 2012 bis 2013 beim SV Flavia Solva ausklingen und beendete Anfang Jänner 2014 seine Profikarriere.
Seit dem 15. Juni 2015 ist er Trainer des steirischen Amateurvereins GSV St. Martin.